# Quincy Porter
Quincy Porter (7. februar 1897 i New Haven, Connecticut, USA – 12. november 1966 i Bethany, Connecticut, USA) var en amerikansk komponist og lærer.
Porter studerede på Yale Univertsity Hos Horacio Parker. Tog derefter til Paris og studerede på Scholar Cantum hos Vincent d´Indy. Tog til New York og studerede hos Ernest Bloch, og blev senere rektor for New England School of Music. Blev Professor i musik på Vassar i 1923.
Han har komponeret 2 symfonier, 9 strygekvartetter, orkestermusik og koncerter for forskellige instrumenter.

## Udvalgte værker
- Symfoni nr. 1 (1934) - for orkester
- Symfoni nr. 2 (1962) - for orkester
- "Ukraensk suite" (1925) - for strygeorkester
- "New England episoder" (1958) - for orkester
- Cembalo-koncert (1959) - for cembalo og orkester
- Koncertante koncert (1953) - for 2 klaverer og orkester
- Bratschkoncert (1948) - for bratsh og orkester
- "Musik" (1941) - for strygeorkester
- "Dans i tre fjerdedele" (1937) - for orkester
- 9 Strygekvartetter (1922–1923, 1925, 1930, 1931, 1935, 1937, 1943, 1950, 1958)